# 早潟
早潟（はやがた）は、新潟県新潟市西区の町字。郵便番号は950-2131。

## 概要
1889年（明治22年）から現在の大字。角田山の北東、西川左岸の低平地に位置する。
もとは1886年（明治19年）から1889年（明治22年）まであった早潟村の区域の一部で、地名の由来は、文政年間に開拓された潟湖の名称による。

### 隣接する町字
北から東回り順に、以下の町字と隣接する。
- 道河原
- 小瀬
- 藤野木
- 赤塚

## 歴史
早潟村は、1886年（明治19年）に碇下新田、田巻新田、清左衛門新田、兵左衛門新田が合併して成立した。
碇下新田（いかりしたしんでん）
1879年（明治12年）から1886年（明治19年）まであった新田名。角田山の北東、西川左岸の低平地に位置する。
かつては早潟という干潟で、小見郷屋村請が改称して成立。1886年（明治19年）に早潟村の一部となる。
小見郷屋村請（おみごうやむらうけ）
江戸時代から1879年（明治12年）まであった村名。角田山の北東、西川左岸の低平地に位置する。地名の由来は小見郷屋村の村請で開発されたことによる。
1820年（文政3年）の内野新川開削により、潟湖早潟の干拓が可能となり、近隣4か村が開発に着手。1825年（文政8年）に完成し、幕府出雲崎代官所の検地を受けた。
田巻新田（たまきしんでん）
江戸時代から1886年（明治19年）まであった新田名。角田山の北東、西川左岸の低平地に位置する。地名は開発者の藤野木村古料庄屋、田巻三郎左衛門にちなむ。
1820年（文政3年）の内野新川開削により、潟湖早潟の干拓が可能となり、近隣4か村が開発に着手。1825年（文政8年）に完成し、幕府出雲崎代官所の検地を受けた。
清左衛門新田（せいざえもんしんでん）
江戸時代から1886年（明治19年）まであった新田名。角田山の北東、西川左岸の低平地に位置する。地名は開発者の小瀬村庄屋、熊谷清左衛門にちなむ。
1820年（文政3年）の内野新川開削により、潟湖早潟の干拓が可能となり、近隣4か村が開発に着手。1825年（文政8年）に完成し、幕府出雲崎代官所の検地を受けた。
兵左衛門新田（へいざえもんしんでん）
江戸時代から1886年（明治19年）まであった新田名。角田山の北東、西川左岸の低平地に位置する。地名は開発者の田島村庄屋、玉木兵左衛門にちなむ。
1820年（文政3年）の内野新川開削により、潟湖早潟の干拓が可能となり、藤木村新料の庄屋、内山左衛門が願人となって開発に着手。のちに兵左衛門に譲渡された。
1825年（文政8年）に完成し、幕府出雲崎代官所の検地を受けた。

### 年表
- 1889年（明治22年）4月1日 : 合併により河西村の大字となる。
- 1901年（明治34年）11月1日 : 合併により中野小屋村の大字となる。
- 1961年（昭和36年）6月1日 : 合併により新潟市の大字となる。
- 2007年（平成19年）4月1日 : 新潟市の政令指定都市移行により、西区の大字となる。

## 世帯数と人口
2018年（平成30年）1月31日現在の世帯数と人口は以下の通りである。
| 大字 | 世帯数 | 人口 |
| ---- | ------ | ---- |
| 早潟 | -      | 29人 |

## 小・中学校の学区
市立小・中学校に通う場合、学区は以下の通りとなる。
| 番地 | 小学校             | 中学校                 |
| ---- | ------------------ | ---------------------- |
| 全域 | 新潟市立小瀬小学校 | 新潟市立中野小屋中学校 |